# Ормансе, Франсуа Леон
Франсуа Леон Ормансе (фр. François Léon Ormancey; 1754—1824) — французский военный деятель, бригадный генерал (1810), барон (1811), участник Революционных и Наполеоновских войн.

## Биография
Начал военную карьеру в 1768 году. В 1792-93 годах служил в Рейнской армии. 1 апреля 1793 года стал адъютантом генерала Шастелле в Мозельской армии. 29 сентября 1793 года произведён в полковники штаба в Северной армии. 19 апреля 1794 года назначен начальником штаба дивизии генерала Фромантена, а 2 июля 1794 года присоединился к Самбро-Маасской армии. 28 октября 1794 года стал управляющим ремонтного депо армии в Вердене, но был 4 октября 1796 года демобилизован из-за болезни, однако ему разрешили продолжать выполнять свои обязанности.
24 марта 1797 года он был предоставлен в распоряжение генерального инспектора кавалерии. 16 декабря 1798 года стал начальником штаба кавалерии Майнцской армии. 7 марта 1799 года его отправили в Дунайскую армию, но 28 апреля он был освобожден от должности по просьбе генерала Журдана за неповиновение. 3 сентября 1799 года приписан к Рейнской армии, а 11 мая 1800 года присоединился к резерву Итальянской армии. 2 июля 1801 года – к армии Цизальпинской республики.
2 декабря 1805 года был назначен начальником штаба в кавалерийской дивизии генералом Пюлли Итальянской армии. С 23 сентября по 24 ноября 1806 года был начальником штаба у того же Пюлли в новообразованной дивизии тяжёлой кавалерии. 31 декабря 1806 года занял ту же должность в 3-й драгунской дивизии под командованием генерала Мийо. Участвовал в Польской кампании 1807 года и в Испанской кампании с 1808 по 1813 год.
30 декабря 1810 года получил звание бригадного генерала. 1 сентября 1811 года возглавил бригаду лёгкой кавалерии в 4-м армейском корпусе Андалузской армии.
7 февраля 1812 года назначен комендантом Антекеры и командиром 2-й бригады 3-й кавалерийской дивизии. 16 июля 1813 года он командовал той же бригадой в дивизии генерала Трейяра в армии Пиренеев. 16 января 1814 года он с бригадой прибыл в Шампань и был ранен 27 февраля 1814 года во время битвы при Бар-сюр-Обе. С 15 июня 1814 года без служебного назначения. В период Ста дней возглавлял ремонтное депо Рейнской армии.

## Воинские звания
- Солдат (25 августа 1768 года);
- Вахмистр (24 сентября 1784 года);
- Старший вахмистр (23 мая 1787 года);
- Младший лейтенант (1 сентября 1791 года);
- Лейтенант (1 сентября 1792 года);
- Капитан (15 мая 1793 года);
- Полковник штаба (29 сентября 1793 года, утверждён в звании 13 июня 1795 года);
- Бригадный генерал (30 декабря 1810 года).

## Титулы
- Барон Ормансе и Империи (фр. baron Ormancey et de l'Empire; декрет от 28 октября 1808 года, патент подтверждён 25 мая 1811 года)[1].

## Награды
Легионер ордена Почётного легиона (5 февраля 1804 года)
 Офицер ордена Почётного легиона (14 июня 1804 года)
 Коммандан ордена Почётного легиона (18 сентября 1808 года)